# Rivière Peter-Brown
Rivière Peter-Brown är ett vattendrag i Kanada.   Det ligger i provinsen Québec, i den sydöstra delen av landet, 400 km nordväst om huvudstaden Ottawa. Rivière Peter-Brown ligger vid sjön Lac Sulte.
I omgivningarna runt Rivière Peter-Brown växer i huvudsak blandskog. Runt Rivière Peter-Brown är det mycket glesbefolkat, med 3 invånare per kvadratkilometer.